# Coalición Canaria
Coalición Canaria (CC o CCa) es una federación de partidos española de ámbito canario que agrupa varios partidos regionalistas, insularistas, centristas y liberales. Fundada en 1993 como una coalición, se registró y constituyó como la actual federación en 1997.
Mantuvo la presidencia de la comunidad autónoma de Canarias ininterrumpidamente desde 1993, cuando accedió al Gobierno autonómico a través de una moción de censura, participando en todos los gobiernos, en solitario o en pacto con otras formaciones políticas, hasta 2019. Tras ello, Coalición Canaria recuperó la presidencia de Canarias en 2023.
En las Cortes Generales de España, CCa está integrada en el Grupo Mixto del Congreso de los Diputados con 1 diputado, y en el Grupo Plural del Senado con 1 senador designado.
En 2023, el Partido Nacionalista Canario (PNC) y la Agrupación Herreña Independiente (AHI), última ala de la ideología nacionalista canaria en la federación, anunciaron su escisión.

## Ideología
Coalición Canaria se fundó con el propósito de aplicar y defender la autonomía de Canarias, dentro de un marco de solidaridad con las regiones y nacionalidades del conjunto de España. Se define como un partido nacionalista, progresista y de estructura federal; a su vez, se declara autonomista, por lo que considera que la mejor manera de gestionar los recursos de Canarias es la descentralización política y el derecho de autogobierno. Defiende a España, pero diferenciando las realidades históricas distintas y complementarias con Canarias, también tiene una vocación claramente europea.
Se denomina como nacionalista, pero no es un partido independentista, ya que: defiende la constitución, la unidad de España, la monarquía, están en contra de la independencia y del derecho de autodeterminación, y quiere más competencias y más autonomía dentro de España.
Si bien, inicialmente Coalición Canaria se opuso a leyes como la del matrimonio homosexual o la interrupción voluntaria del embarazo, en el presente ha tomado posiciones progresistas, apoyando la ley de eutanasia o la conocida como ley del "sólo sí es sí", entre otras. Aunque se ha criticado sus políticas referentes al derecho de autodeterminación ya que fue el único partido político autoproclamado como "nacionalista" que apoyó la aplicación del artículo 155 en Cataluña. Este aparente desapego por el nacionalismo canario se tradujo en que en 2023 el Partido Nacionalista Canario y la Agrupación Herreña Independiente, formaciones nacionalistas históricamente asociadas a Coalición Canaria, se fueran definitivamente del partido político y se presentaran en solitario.

## Historia

Municipios gobernados por Coalición Canaria tras la constitución de las nuevas corporaciones municipales el 15 de junio de 2019 (en amarillo).

Los partidos políticos que formaron Coalición Canaria en su fundación fueron:
- Agrupaciones Independientes de Canarias (AIC)
- Izquierda Nacionalista Canaria (INC)
- Asamblea Majorera (AM)
- Partido Nacionalista Canario (PNC)
- Centro Canario Independiente (CCI), predecesor del Centro Canario (CCN)

Todos estos partidos, a excepción del Partido Nacionalista Canario, contaban con representación en el Parlamento de Canarias en 1993, cuando presentaron la moción de censura contra el gobierno de Jerónimo Saavedra (PSOE), dando la presidencia a Manuel Hermoso, líder de las AIC, con lo que el 31 de marzo de dicho año se encuentra el primer antecedente de la coalición.
Posteriormente se fueron uniendo varios partidos menores a la Coalición. En 1995 este partido gana las elecciones autonómicas, logrando 21 de los 60 escaños del Parlamento de Canarias consiguiendo 261 424 votos. En 1999 Coalición Canaria obtiene su mejor resultado hasta el momento, logrando 24 escaños. En las elecciones de 2003 Coalición Canaria obtuvo 21 escaños, y de nuevo revalida su puesto en él.
El 28 y 29 de mayo de 2005 se celebró en Santa Cruz de Tenerife el III Congreso Nacional de CC, desapareciendo los partidos políticos que formaban CC y quedando como partido único. También fue adoptada como bandera del partido la bandera de las siete estrellas verdes, históricamente usada por el independentismo canario, y Paulino Rivero fue reelegido como presidente de la agrupación.
Coalición Canaria tuvo grupo parlamentario propio en el Congreso de los Diputados entre la V Legislatura de España hasta la VIII. Tras una grave crisis en Gran Canaria en 2005 el sector crítico del partido en esa isla, encabezado por el antiguo presidente de la comunidad autónoma Román Rodríguez, rompió con el partido creando una nueva formación política denominada Nueva Canarias. La formación amenazó con romper los grupos en el Congreso y el Senado si no se llegaba a un acuerdo sobre la división de funciones en las labores parlamentarias. Como resultado se creó el nuevo grupo político Coalición Canaria-Nueva Canarias, compartiendo la portavocía, los turnos de palabra y los trabajos en comisión. Finalmente, en junio de 2007 Román Rodríguez pasó al Grupo Mixto provocando la desaparición de este grupo parlamentario propio. En esa legislatura mantuvo grupo propio en el Senado gracias a los senadores que le «prestaba» el PSOE.
El Centro Canario Nacionalista (CCN) abandonó la coalición, presentándose por separado a las elecciones autonómicas de 2007, mientras que el Partido Nacionalista Canario decidió unirse a la coalición de cara a los mismos comicios.
En las elecciones autonómicas de 2007 obtuvo 19 escaños en el Parlamento de Canarias, pasando a ser la tercera fuerza más votada (222 905 23,69 % votos) por detrás del PSOE (322 833 votos) y el PP (224 883 votos), con un importante retroceso en la isla de Gran Canaria. A pesar de ser la tercera fuerza, su candidato, Paulino Rivero, fue investido presidente de Canarias gracias al apoyo del Partido Popular. Esta investidura provocó una serie de pactos en cascada que asociaron a Coalición Canaria y PP en muchos de los ayuntamientos de las islas.
Las elecciones generales de 2008 supusieron un retroceso en votos y representación institucional en relación con las anteriores elecciones. Coalición Canaria-Partido Nacionalista Canario obtuvo 164 255 votos al Congreso (16,82 % en Canarias), lo que supuso una pérdida de más de 80 000 votos respecto a las elecciones anteriores, obteniendo dos escaños. El retroceso fue especialmente acentuado en Las Palmas, en donde la división y la escisión de partidos de la Coalición pasó mayor factura, obteniendo únicamente el 7,57 % de los votos (frente al 18,06 % anterior) y perdiendo el escaño que obtuvo en 2004 por esta provincia (un escaño que ya había perdido tras la creación de Nueva Canarias). En la provincia de Santa Cruz de Tenerife sus resultados fueron similares a los de 2004, con un ligero retroceso que no le impidió revalidar sus dos escaños. Los resultados al Senado fueron también peores, revalidando únicamente su senador por la isla de El Hierro de AHI-CC, perdiendo los correspondientes a la isla de Tenerife y de La Palma.
El IV Congreso Nacional de CC se desarrolló en octubre de 2008 en Las Palmas de Gran Canaria. En él Claudina Morales fue elegida presidenta nacional del Partido, convirtiéndose así en la primera mujer en presidir un partido político en Canarias. Por su parte, María del Mar Julios fue elegida secretaria de organización. También se aprobó la petición del colectivo juvenil del partido de establecer el 22 de octubre como el Día de la Nación Canaria.
De cara a las elecciones generales de 2011 se anunció que concurriría en coalición con Nueva Canarias, encabezando CC la lista por la Santa Cruz y NC por Las Palmas. Igualmente se han unido a dicha coalición el Partido Nacionalista Canario y Centro Canario Nacionalista, aunque anteriormente el CCN había propuesto llegar a un acuerdo con el Partido Popular, propuestas rechazada por las demás formaciones. Sin embargo, finalmente CCN no apoyó dicha coalición. En 2011 en el Congreso CC, pierde un diputado por Tenerife y gana uno por Gran Canaria. Y en el Senado, CC pierde un senador por Tenerife y gana uno por El Hierro.
Para las futuras elecciones al parlamento de Canarias del año 2019, se presentarán en la circunscripción de Gran Canaria junto al partido de Unidos por Gran Canaria, a través del nombre de Coalición por Gran Canaria, intentando así volver a recuperar su peso político en esa isla, ya que la isla fue un importante bastión de su partido.
Coalición Canaria gobernó Canarias desde 1993 (gracias a una moción de censura) hasta 2019. No gobernó, pese a que subió en votos respecto a la anterior cita electoral, ya que el Partido Socialista de Canarias ganó las elecciones y pactó con Nueva Canarias, Unidas Podemos y Agrupación Socialista Gomera. Para evitar que el PSOE gobernase, propuso un pacto al Partido Popular de Canarias, a Ciudadanos y a ASG. Más tarde ofreció el gobierno de Canarias al PP, pero este lo rechazó. Actualmente es el principal partido de la oposición.
En las Elecciones al Parlamento Europeo de 2019 se presenta dentro de Coalición por una Europa Solidaria en la que se incluyen el Partido Nacionalista Vasco (PNV), Compromiso por Galicia (CG), Proposta per les Illes (PI) y Demòcrates Valencians (DV).

## Alcaldías en la legislatura 2019-2023
Coalición Canaria gobernaba en varios municipios de Canarias muy importantes como San Cristóbal de La Laguna y Santa Cruz de Tenerife antes de las elecciones municipales del 26 de mayo de 2019, sin embargo las políticas de pactos posteriores a estas elecciones hicieron que este partido se apartara del poder local en varios municipios relevantes por su tamaño demográfico. A inicios de esta legislatura, Coalición Canaria gobernaba en la cuarta ciudad más poblada de Canarias, Telde, a esta alcaldía se le suman otras municipios importantes como La Orotava o Granadilla de Abona. En total son 19 de 88 municipios en los que gobernaba, sin tener ninguna alcaldía ni en La Gomera ni en El Hierro y tan solo una en Gran Canaria (Telde). Desde el 13 de julio de 2020, gracias a una moción de censura, volvió a regir el Ayuntamiento de Santa Cruz de Tenerife. 
En la siguiente tabla se muestran los datos de los municipios en que Coalición Canaria ostentó la alcaldía en algún momento de la legislatura: 
| Municipio              | Votos  | %     | Concejales | Posición | Alcalde                           | Tipo de gobierno                                          |
| ---------------------- | ------ | ----- | ---------- | -------- | --------------------------------- | --------------------------------------------------------- |
| La Orotava             | 11 973 | 54.74 | 13/21      | 1.º      | Francisco Linares García          | Mayoría absoluta                                          |
| Garachico              | 1 721  | 57.60 | 7/11       | 1.º      | José Heriberto González Rodríguez | Mayoría absoluta                                          |
| El Sauzal              | 2 301  | 46.43 | 7/13       | 1.º      | Crispín Mariano Pérez Hernández   | Mayoría absoluta                                          |
| Arafo                  | 1 467  | 46.75 | 7/13       | 1.º      | Juan Ramón Martín                 | Mayoría absoluta                                          |
| San Miguel de Abona    | 2 850  | 48.99 | 9/17       | 1.º      | Arturo Eugenio González Hernández | Mayoría absoluta                                          |
| Los Silos              | 954    | 34.08 | 4/11       | 2.º      | Macarena Fuentes Socas            | Con el apoyo del Partido Popular                          |
| Granadilla de Abona    | 4 844  | 31.78 | 8/21       | 2.º      | José Domingo Regalado             | Gobierno conjunto con el Partido Popular                  |
| Fuencaliente           | 537    | 48.38 | 5/9        | 1.º      | Nieves Mª Rodríguez Pérez         | Gobierno conjunto con el Partido Popular                  |
| El Paso                | 2 660  | 64.83 | 9/13       | 1.º      | Sergio Javier Rodríguez Fernández | Mayoría absoluta                                          |
| Tijarafe               | 688    | 64.83 | 6/11       | 1.º      | Marcos Lorenzo                    | Mayoría absoluta                                          |
| Breña Alta             | 2 177  | 59.82 | 9/13       | 1.º      | Jonathan De Felipe Lorenzo        | Mayoría absoluta                                          |
| Icod de los Vinos      | 5 191  | 42.85 | 10/21      | 1.º      | Francisco Javier González Díaz    | Con el apoyo del único concejal de Ciudadanos             |
| Telde                  | 5 364  | 42.85 | 4/27       | 3.º      | Héctor Suárez Morales             | Gobierno en alternancia cada 2 años con el Nueva Canarias |
| Haría                  | 1 034  | 36.09 | 5/11       | 1.º      | Marciano Acuña Betancor           | En mayoría simple                                         |
| Teguise                | 3 657  | 43.66 | 11/21      | 1.º      | Oswaldo Betancort García          | Mayoría Absoluta                                          |
| Tinajo                 | 1 493  | 49.42 | 7/13       | 1.º      | Jesús Casimiro Machín Duque       | Mayoría Absoluta                                          |
| Santa Cruz de Tenerife | 26 987 | 30.86 | 10/27      | 1.º      | José Manuel Bermúdez              | Con el apoyo del PP y de una concejala de Ciudadanos      |

## Resultados electorales

### Elecciones municipales
| Elecciones                               | Votos   | %    | % en Canarias | Concejales |
| ---------------------------------------- | ------- | ---- | ------------- | ---------- |
| Elecciones municipales españolas de 1995 | 211 882 | 0,95 | 26,58         | 372        |
| Elecciones municipales españolas de 1999 | 267 773 | 1,26 | 32,25         | 432        |
| Elecciones municipales españolas de 2003 | 283 701 | 1,24 | 30,76         | 458        |
| Elecciones municipales españolas de 2007 | 217 407 | 0,99 | 23,37         | 439        |
| Elecciones municipales españolas de 2011 | 202 720 | 0,90 | 22,02         | 392        |
| Elecciones municipales españolas de 2015 | 151 421 | 0,70 | 16,33         | 300        |
| Elecciones municipales de España de 2019 | 167 734 | 0,82 | 18,49         | 297        |

### Cabildos insulares
| Elecciones y fecha                   | Votos   | %    | Consejeros |
| ------------------------------------ | ------- | ---- | ---------- |
| Elecciones cabildos insulares 1999   | 302 031 | 37,1 | 49         |
| Elecciones cabildos insulares 2003   | 302 602 | 33,5 | 49 a       |
| Elecciones cabildos insulares 2007 b | 218 715 | 24,1 | 40 c       |
| Elecciones cabildos insulares 2011 b | 231 850 | 26,2 | 53 c       |

a8 consejeros más con AHI.

bEn coalición con el PNC.

c6 consejeros más con la AHI.

### Autonómicas
| Elecciones y fecha                             | Votos   | %     | Diputados | +/- | Posición | Gobierno                        |
| ---------------------------------------------- | ------- | ----- | --------- | --- | -------- | ------------------------------- |
| Elecciones al Parlamento de Canarias de 1995   | 261 424 | 33,18 | 21/60     | 2a  | 1.º      | Gobierno en minoría (1995-1996) |
| Elecciones al Parlamento de Canarias de 1995   | 261 424 | 33,18 | 21/60     | 2a  | 1.º      | Coalición con PP (1996-1999)    |
| Elecciones al Parlamento de Canarias de 1999   | 306 658 | 37,50 | 24/60     | 3   | 1.º      | Coalición con PP (1999-2002)    |
| Elecciones al Parlamento de Canarias de 1999   | 306 658 | 37,50 | 24/60     | 3   | 1.º      | Gobierno en minoría (2002-2003) |
| Elecciones al Parlamento de Canarias de 2003b  | 301 686 | 33,0  | 21/60     | 3   | 1.º      | Coalición con PP (2003-2005)    |
| Elecciones al Parlamento de Canarias de 2003b  | 301 686 | 33,0  | 21/60     | 3   | 1.º      | Gobierno en minoría (2005-2007) |
| Elecciones al Parlamento de Canarias de 2007b  | 222 905 | 23,69 | 17/60     | 4   | 2.º      | Coalición con PP (2007-2010)    |
| Elecciones al Parlamento de Canarias de 2007b  | 222 905 | 23,69 | 17/60     | 4   | 2.º      | Gobierno en minoría (2010-2011) |
| Elecciones al Parlamento de Canarias de 2011ce | 223 785 | 24,70 | 21/60     | 4   | 2.º      | Coalición con PSOE              |
| Elecciones al Parlamento de Canarias de 2015cf | 164 458 | 17,65 | 18/60     | 3   | 3.º      | Coalición con PSOE              |
| Elecciones al Parlamento de Canarias de 2019   | 194 846 | 21,82 | 20/70     | 2   | 2.º      | Oposición                       |
| Elecciones al Parlamento de Canarias de 2023   | 201 401 | 22,08 | 19/70     | 1   | 2.º      | Coalición con PP                |

a Respecto al resultado de AIC, ICAN y AM en 1991.
bMás 2 en coalición con el Agrupación Herreña Independiente.

cEn coalición con el PNC.

dEn coalición con el PNC y CCN.

eMás 1 en coalición con el Agrupación Herreña Independiente.

fMás 2 en coalición con el Agrupación Herreña Independiente.

|      |              | Circunscripciones | Circunscripciones | Circunscripciones | Circunscripciones | Circunscripciones | Circunscripciones | Circunscripciones | Circunscripciones                                                 |
|      |              | El Hierro         | Fuerteventura     | Gran Canaria      | La Gomera         | Lanzarote         | La Palma          | Tenerife          | Archipiélago                                                      |
| ---- | ------------ | ----------------- | ----------------- | ----------------- | ----------------- | ----------------- | ----------------- | ----------------- | ----------------------------------------------------------------- |
| 2019 | N.º de votos | 2105              | 9074              | 42.507            | 904               | 15.566            | 13.117            | 111.573           | 207.844                                                           |
| 2019 | % de votos   | 33,79 %           | 25,15 %           | 11,66 %           | 7,81 %            | 31,99 %           | 30,72 %           | 29,11 %           | 23,32 %                                                           |
| 2019 | Escaños      | 1/3               | 3/8               | 2/15              | 0/4               | 3/8               | 3/8               | 5/15              | 3/9                                                               |
| 2015 | N.º de votos | 2503              | 9886              | 24.305            | 1239              | 10.009            | 12.407            | 105.097           | *La circunscripción única se introduce en las elecciones de 2019. |
| 2015 | % de votos   | 41,64 %           | 28,42 %           | 6,25 %            | 10,43 %           | 22,38 %           | 30 %              | 27,51 %           | *La circunscripción única se introduce en las elecciones de 2019. |
| 2015 | Escaños      | 2/3               | 3/7               | 1/15              | 0/4               | 3/8               | 3/8               | 6/15              | *La circunscripción única se introduce en las elecciones de 2019. |
| 2011 | N.º de votos | 2163              | 11.380            | 34.931            | 2472              | 14.901            | 17.700            | 142.401           | *La circunscripción única se introduce en las elecciones de 2019. |
| 2011 | % de votos   | 35,67 %           | 33,73 %           | 9,25 %            | 20,86 %           | 34,77 %           | 39,53 %           | 36,61 %           | *La circunscripción única se introduce en las elecciones de 2019. |
| 2011 | Escaños      | 1/3               | 3/7               | 1/15              | 1/4               | 4/8               | 4/8               | 7/15              | *La circunscripción única se introduce en las elecciones de 2019. |
| 2007 | N.º de votos | 2973              | 10.135            | 21.338            | 4742              | 8303              | 23.002            | 155.385           | *La circunscripción única se introduce en las elecciones de 2019. |
| 2007 | % de votos   | 47,06 %           | 30,25 %           | 5,41 %            | 31,86 %           | 18,72 %           | 46,16 %           | 39,59 %           | *La circunscripción única se introduce en las elecciones de 2019. |
| 2007 | Escaños      | 2/3               | 2/7               | 1/15              | 1/4               | 2/8               | 4/8               | 1/15              | *La circunscripción única se introduce en las elecciones de 2019. |

### Generales

#### Congreso de los Diputados (circunscripción provincial)
| Elecciones y fecha                                    | Votos: Santa Cruz de Tenerife | Votos: Las Palmas | Votos: Canarias | % en España | % en Canarias | Diputados (por Canarias) |
| ----------------------------------------------------- | ----------------------------- | ----------------- | --------------- | ----------- | ------------- | ------------------------ |
| Elecciones generales de España de 1993                | 102 913                       | 104 164           | 207 077 (#3)    | 0,88        | 25,58         | 4/14                     |
| Elecciones generales de España de 1996                | 110 080                       | 110 338           | 220 418 (#3)    | 0,88        | 25,09         | 4/14                     |
| Elecciones generales de España de 2000                | 135 186                       | 113 075           | 248 261 (#2)    | 1,07        | 29,56         | 4/14                     |
| Elecciones generales de España de 2004                | 145 801                       | 89 420            | 235 221 (#3)    | 0,91        | 24,33         | 3/15                     |
| Elecciones generales de España de 2008 a              | 143 526                       | 31 103            | 174 629 (#3)    | 0,68        | 16,82         | 2/15                     |
| Elecciones generales de España de 2011 b              | 90 358                        | 53 192            | 143 550 (#3)    | 0,59        | 15,46         | 2/15                     |
| Elecciones generales de España de 2015                | 59 995                        | 21 755            | 81 750 (#5)     | 0,33        | 8,24          | 1/15                     |
| Elecciones generales de España de 2016                | 60 124                        | 17 956            | 78 080 (#5)     | 0,33        | 7,99          | 1/15                     |
| Elecciones generales de España de abril de 2019       | 102 421                       | 34 775            | 137 196 (#5)    | 0,53        | 12,96         | 2/15                     |
| Elecciones generales de España de noviembre de 2019 b | 76.022                        | 47.959            | 123.981 (#4)    | 0,51        | 13,12         | 2/15                     |
| Elecciones generales de España de 2023                | 82.805                        | 33.558            | 116.363 (#3)    | 0,51        | 11,37         | 1/15                     |

aen coalición con el PNC y el PIL.

ben coalición con el PNC y el NC.

#### Senado (circunscripción insular)
| Elecciones y fecha                       | Votos: Tenerife | Votos: Gran Canaria | Votos: Lanzarote | Votos: Fuerteventura | Votos: La Palma | Votos: La Gomera | Votos: El Hierro | Votos: Canarias | % en España | % en Canarias | Senadores |
| ---------------------------------------- | --------------- | ------------------- | ---------------- | -------------------- | --------------- | ---------------- | ---------------- | --------------- | ----------- | ------------- | --------- |
| Elecciones generales de España de 1993   | 95 375          |                     |                  |                      |                 |                  |                  |                 |             |               |           |
| Elecciones generales de España de 1996   | 95 270          |                     |                  |                      |                 |                  |                  |                 |             |               | 1         |
| Elecciones generales de España de 2000   | 109 641         |                     |                  |                      |                 |                  |                  |                 |             |               | 4         |
| Elecciones generales de España de 2004   | 238 100         | 134 607             | 0                | 9977                 | 20 514          | 3866             | 2182             | 409 246         |             | 24,7          | 3         |
| Elecciones generales de España de 2008 a | 232 885         | 29 122              | 13 357           | 6701                 | 14 456          | 3796             | 2412             | 302 729         |             | 17,6          | 1         |
| Elecciones generales de España de 2011 b | 161 878         | 75 832              | 10 356           | 10 002               | 8794            | 1314             | 1806             | 262 668         | 1,18        | 17,3          | 1         |
| Elecciones generales de España de 2015 c | 106 515         | 27 412              | 9248             | 5240                 | 5487            | 613              | 2078             | 156 593         | 0,63        | 15,63         | 1         |

aen coalición con el PNC y el PIL.

ben coalición con el PNC y NC.

cen coalición con la AHI-CC.

### Europeas
| Elecciones y fecha                       | Votos en Canarias | % en Canarias | Integrado en                       | Eurodiputados |
| ---------------------------------------- | ----------------- | ------------- | ---------------------------------- | ------------- |
| Elecciones al Parlamento Europeo de 1994 | 113 677           | 18,8          | Coalición Nacionalista             | 1             |
| Elecciones al Parlamento Europeo de 1999 | 276 186           | 33,78         | Coalición Europea                  | 1             |
| Elecciones al Parlamento Europeo de 2004 | 90 619            | 15,8          | Coalición Europea                  | 0             |
| Elecciones al Parlamento Europeo de 2009 | 96 297            | 15,7          | Coalición por Europa               | 0             |
| Elecciones al Parlamento Europeo de 2014 | 69.460            | 12.17         | Coalición por Europa               | 0             |
| Elecciones al Parlamento Europeo de 2019 | 184.936           | 20.75         | Coalición por una Europa Solidaria | 0             |
| Elecciones al Parlamento Europeo de 2024 |                   |               | Coalición por una Europa Solidaria |               |

## Elecciones generales de España de noviembre de 2019
Coalición Canaria se presenta a estas elecciones en coalición con Nueva Canarias, Partido Nacionalista Canario y Centro Canario Nacionalista

## Polémicas

### Intervenciones en el Congreso de los Diputados
Ana Oramas es una de las políticas más reconocidas de este partido, en la actualidad y desde las elecciones del año 2008 es portavoz de su partido político en el Congreso de los Diputados. Sin embargo su popularidad se ha acrecentado en los últimos años con varias intervenciones que han resultado polémicas. En el debate de los presupuestos del año 2019 la diputada criticó a la intervención de la ministra de hacienda, la sevillana María Jesús Montero, diciendo textualmente: "Vaya mitin señora ministra, esto no son las 3000 viviendas de Sevilla, sino el congreso de los diputados", sus palabras supusieron la crítica en redes de miles de personas, considerándola de "clasista". La diputada nacionalista finalmente se retractó y prometió acudir al barrio sevillano, cosa que realizó 14 de marzo. En la moción de censura de 2017 presentada por Pablo Iglesias contra el presidente de aquel momento, Mariano Rajoy, criticó fuertemente al candidato a la moción, comenzando su intervención diciendo: "Yo sé que a usted no le gustan las mujeres no sumisas", palabras que ocasionaron el abucheo en la bancada de Podemos. Además, cuando se produjo la votación oral, Oramas dijo en un tono muy jocoso: ¡Pues no!, en vez de votar por un sí, no o abstención. La última polémica de la diputada ocurrió de cara a la investidura del socialista Pedro Sánchez en enero de 2020, su partido, Coalición Canaria, pidió la abstención para el candidato, sin embargo desoyó a su partido, y votó en contra. Esto le supuso una multa de su partido.

### Casos de corrupción
A lo largo de sus 30 años de historia, registran varios casos de corrupción, en especial, urbanística. El caso más popular ha sido el Caso de Las Teresitas, una trama urbanística que condenó al excalde la ciudad de Santa Cruz de Tenerife, Miguel Zerolo, esto supuso que el presidente de Canarias, Fernando Clavijo Batlle líder del partido nacionalista pidiese perdón. En La Orotava, se recuerdan dos casos de corrupción que supusieron la condena del excalcalde nacionalista, Isaac Valencia, el caso Atlante y Caso El Trompo.

### Homenaje fallido al terrorista Antonio Cubillo del grupo municipal de Santa Cruz
En 2013 el grupo municipal de Santa Cruz promovió un homenaje y la denominación de un espacio público a Antonio Cubillo, líder del MPAIAC. Esto fue denunciado por la Confederación Española de la Policía (CEP) y también fue rechazado por la AVT. La propuesta fue rechazada por la mayoría de los concejales del ayuntamiento de Santa Cruz. Además, en las elecciones cabildos insulares 2011 y al parlamento de Canarias de 2007, 2011 y 2015 se presentó junto al PNC, que en 2012 calificó a Cubillo como mártir.

## Alianzas electorales

#### Posibles partidos con los que está negociando para concurrir juntos a las próximas elecciones
- Dentro de Coalición Canaria:
  - Asamblea Canaria Nacionalista (Izquierda Nacionalista Canaria (INC))
  - Asamblea Majorera (AM)
  - Independientes de Coalición Canaria
- Fuera de Coalición Canaria:
  - Partido Nacionalista Canario
  - Nueva Canarias
  - Centro Canario Nacionalista anteriormente llamado: Centro Canario Independiente (CCI), predecesor del Centro Canario (CCN)
  - Asambleas Municipales de Fuerteventura
  - Agrupación Socialista Gomera
  - Agrupación Gomera de Independientes
  - Partido de Independientes de Lanzarote
  - Independientes de Fuerteventura
  - Agrupación Herreña Independiente
  - Ahora Canarias

### Elecciones generales de España de 2023
- Para intentar frenar la ley electoral y obtener representación en el Congreso de los Diputados y Senado Coalición Canaria, Unidos por Gran Canaria, Agrupación Herreña Independiente y ocho partidos locales (Juntos por Mogán, Fortaleza de Santa Lucía, Asamblea de Vecinos de San Mateo, Agrupación Socialista por Lanzarote, Tejeda por el Cambio, Plataforma Vecinal de Santa Brígida, Ahora Guía, y Coalición de Centro Democrático) concurrirán unidos al Congreso y Senado por todas las circunscripciones de Canarias.[49]

- Coalición Canaria votó en contra de la candidata presentada por el PSOE Francina Armengol para la presidencia del Congreso de los Diputados. El voto fue a favor de la candidata presentada por el PP Cuca Gamarra.